# خواجه صدیق احمد عثمانی
خواجه صدیق احمد عثمانی (زاده ۱۳۳۱ پروان) سیاستمدار افغانستان و نماینده مردم پروان در دوره‌های پانزدهم و شانزدهم مجلس نمایندگان است. ایشان در مجلس شانزدهم نمایندگان افغانستان عضو کمیسیون می‌باشد.

## زندگی‌نامه
خواجه صدیق احمد عثمانی زاده ۱۳۳۱ از مرکز ولایت پروان می‌باشد. ایشان تحصیلات ابتدایی خود را در لیسه نعمان به پایان رسانید و توانست مدرک لیسانس خود را در رشته ساینس از دانشگاه کابل کسب کند. وی پس از آن در بخش معارف مشغول به فعالیت بوده‌است.

## دیگر فعالیت‌ها
دیگر فعالیت‌های ایشان:
- عضو مرکز ساینس در ولایت قندوز.
- مسئول دپارتمانت فیزیک مرکز ساینس و دپارتمانت فیزیک.
- کار در بخش خصوصی و معارف.
- عضو مجلس نمایندگان دوره پانزدهم.